# Chiesa di San Giovanni Battista (Commezzadura)
La chiesa di San Giovanni Battista è una chiesa sussidiaria a Mestriago, frazione di Commezzadura in Trentino. Risale al XVII secolo.

## Storia

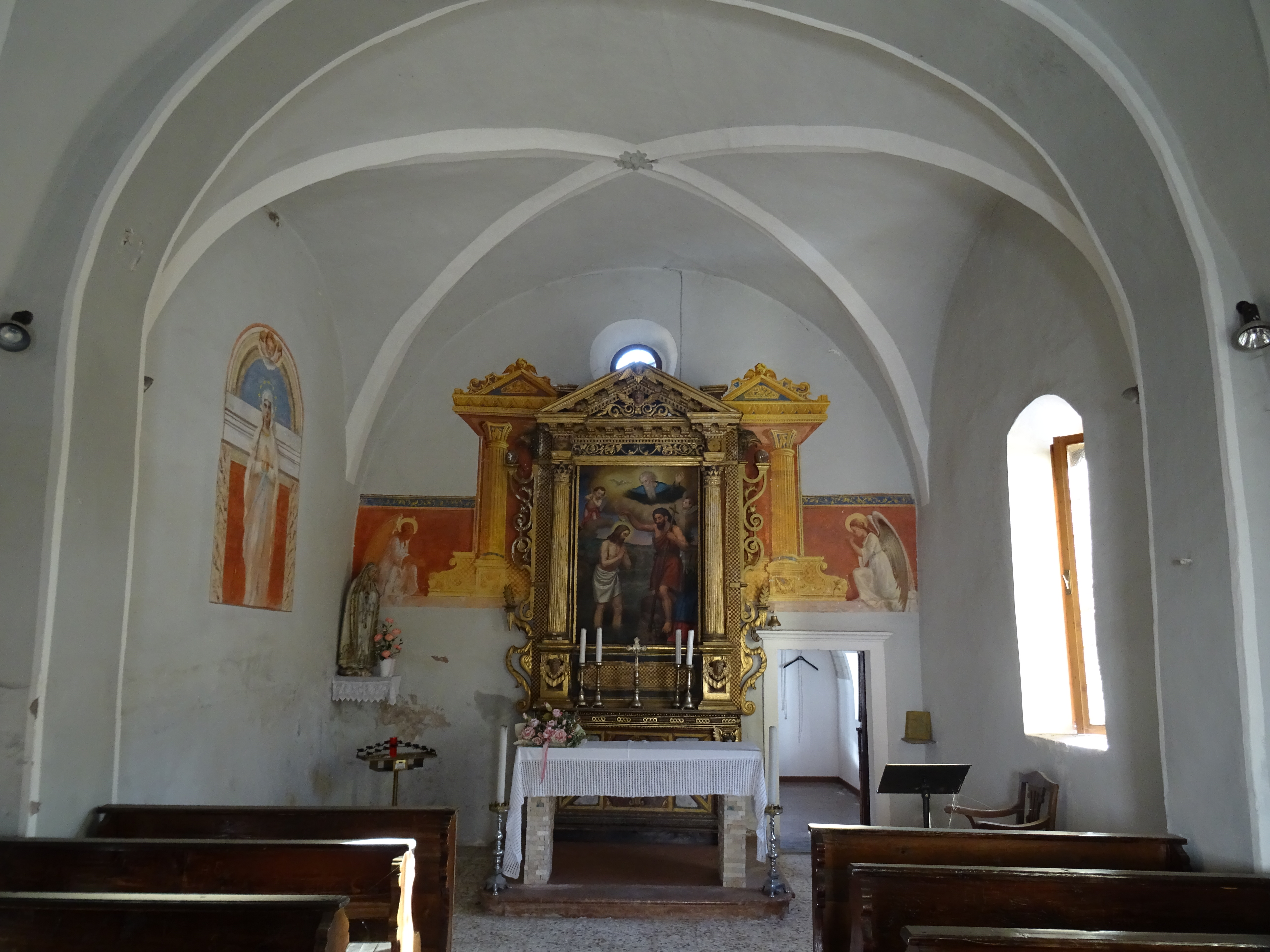
Interno

Con indicazioni testamentarie di Maria Rossi di Piano, datate 1610, venne stabilita la costruzione di una nuova chiesa a Mestriago e ne venne anche creato il fondo necessario ai lavori. Questi vennero iniziati dopo pochissimi anni e l'opera fu completata nel 1617.
Nello stesso anno, il 1617, la chiesa venne consacrata con cerimonia solenne dal vescovo suffraganeo di Trento Pietro Belli.
Nel 1722 una visita pastorale ne dispose la sostituzione della pavimentazione e, venti anni più tardi, ci si interessò della decorazione delle pareti che necessitava di restauri.
Nella seconda metà del XIX secolo fu necessario intervenire due volte per sistemare la copertura del tetto, la prima per normale manutenzione e la seconda per riparare i danni dovuti ad un incendio. In questa seconda occasione si effettuarono anche altri piccoli interventi.
Nel primo dopoguerra del XX secolo si decise di sostituire la copertura del tetto abbandonando il legno e scegliendo lo zinco e, quasi negli stessi anni, gli interni vennero decorati.
Una slavina travolse l'edificio nel 1986 e sia navata sia sacrestia ne vennero danneggiate. Fu necessario provvedere, nel biennio 1987-1988, ai necessari restauri. In quest'occasione si scelse di intervenire nuovamente sulla copertura del tetto e si ritornò ancora al legno, con nuove scandole in larice, abbandonando lo zinco.